# Член родини загиблого військовослужбовця
Чле́н роди́ни заги́блого військовослужбо́вця — особа, визначені законодавством України, близькі родичі якої загинули під час виконання службових військових обов'язків у військовий або особливий період чи мирний час, як учасники бойових дій.
Оптимізацію усіх процесів, пов'язаних з оформленням статусу члена родини загиблого військовослужбовця, має на меті Військово-медична доктрина.

## Визначення статусу
Статус члена родини загиблого військовослужбовця чітко визначається статтею 10 Закону України «Про статус ветеранів війни, гарантії їх соціального захисту».
Згідно з чинним законодавством України, членами родини загиблого військовослужбовця вважаються:
- утриманці загиблого.
- батьки.
- один з подружжя, який не одружився вдруге.
- діти, які не мали і не мають власних сімей.
- діти, які мають власні сім'ї, але стали інвалідами до досягнення повноліття.

Загиблими військовослужбовцями важаються:
- всі учасники бойових дій періоду другої світової війни, а також бойових дій на територіях інших держав, або з участю в бойових діях у мирний час, які загинули внаслідок поранення, контузії, захворювань, одержаних під час захисту Батьківщини, виконання покладених обов'язків військової служби у формуваннях, визначених законодавством України, тобто: військовослужбовці Збройних Сил України, Національної гвардії України, Служби безпеки України, Служби зовнішньої розвідки України, Державної прикордонної служби України, особи рядового, начальницького складу і військовослужбовці Міністерства внутрішніх справ України, інших утворених відповідно до законів України військових формувань, які захищали незалежність, суверенітет та територіальну цілісність України, а також брали участь в антитерористичній операції, або які за рішенням відповідних державних органів були направлені для участі в міжнародних операціях з підтримання миру і безпеки або у відрядження в держави, де в цей період велися бойові дії.
- загиблі учасники бойових дій на території інших країн — військовослужбовці Радянської Армії, Військово-Морського Флоту, Комітету державної безпеки (КҐБ), особи рядового, начальницького складу і військовослужбовці Міністерства внутрішніх справ колишнього Союзу РСР (включаючи військових та технічних спеціалістів і радників), працівники відповідних категорій, які за рішенням Уряду колишнього Союзу РСР проходили службу, працювали чи перебували у відрядженні в державах, де в цей період велися бойові дії, і брали участь у бойових діях чи забезпеченні бойової діяльності військ (флотів).

Значно актуалізувалося це питання для військовослужбовців (і їх сімей) Збройних сил України і інших збройних формувань в результаті брутальної агресії-інтервенції Росії проти України в 2014 році та реальних бойових дій з тисячами поранених та загиблих захисників.

## Встановлення статусу
В разі загибелі військовослужбовців, статус членів їх близьких родичів, визначається військово-лікарськими комісіями, які діють при всіх військових медичних закладах України, військових шпиталях-госпіталях, які є важливими структурними підрозділами військової медицини України. Також статус члена родини загиблого інваліда війни, смерть якого пов'язана з захистом Батьківщини, на підставі офіційних документів військово-лікарських комісій, надається вповноваженими державними комісіями по лінії Міністерства соціальної політики України.
Порядок видачі посвідчень членів родин загиблих військовослужбовців військовими відомствами та органами соціального захисту населення визначається Кабінетом міністрів України.
Щомісячні та щорічні належні соціальні та пенсійні виплати членам родин загиблих військовослужбовців здійснюють територіальні органи Пенсійного фонду України та органи соціального захисту населення на підставі офіційних оригінальних рішень вповноважених комісій військових та державних органів. Є суттєва різниця у соціальних виплатах членів родин загиблих військовослужбовців, смерть яких пов'язана з кульовим пораненням при захисті Батьківщини, та членами родин померлих військовослужбовців, смерть яких не була пов'язана з вищеозначеними параметрами.

### Пільги членам родин загиблих військовослужбовців
Увесь перелік соціальних пільг членів родин загиблих військовослужбовців чітко визначається статтею 15 Закону України «Про статус ветеранів війни, гарантії їх соціального захисту», а також Законом України «Про соціальний і правовий захист військовослужбовців та членів їх сімей».

### Пенсійне забезпечення
Параметри пенсійного забезпечення членів родин загиблих військовослужбовців чітко окреслені у Законі України «Про пенсійне забезпечення осіб, звільнених з військової служби, та деяких інших осіб»
Члени родин загиблих/померлих військовослужбовців, які відзначені найвищими державними нагородами України, мають право на отримання пенсії за особливі заслуги перед Україною.